# Urophilie

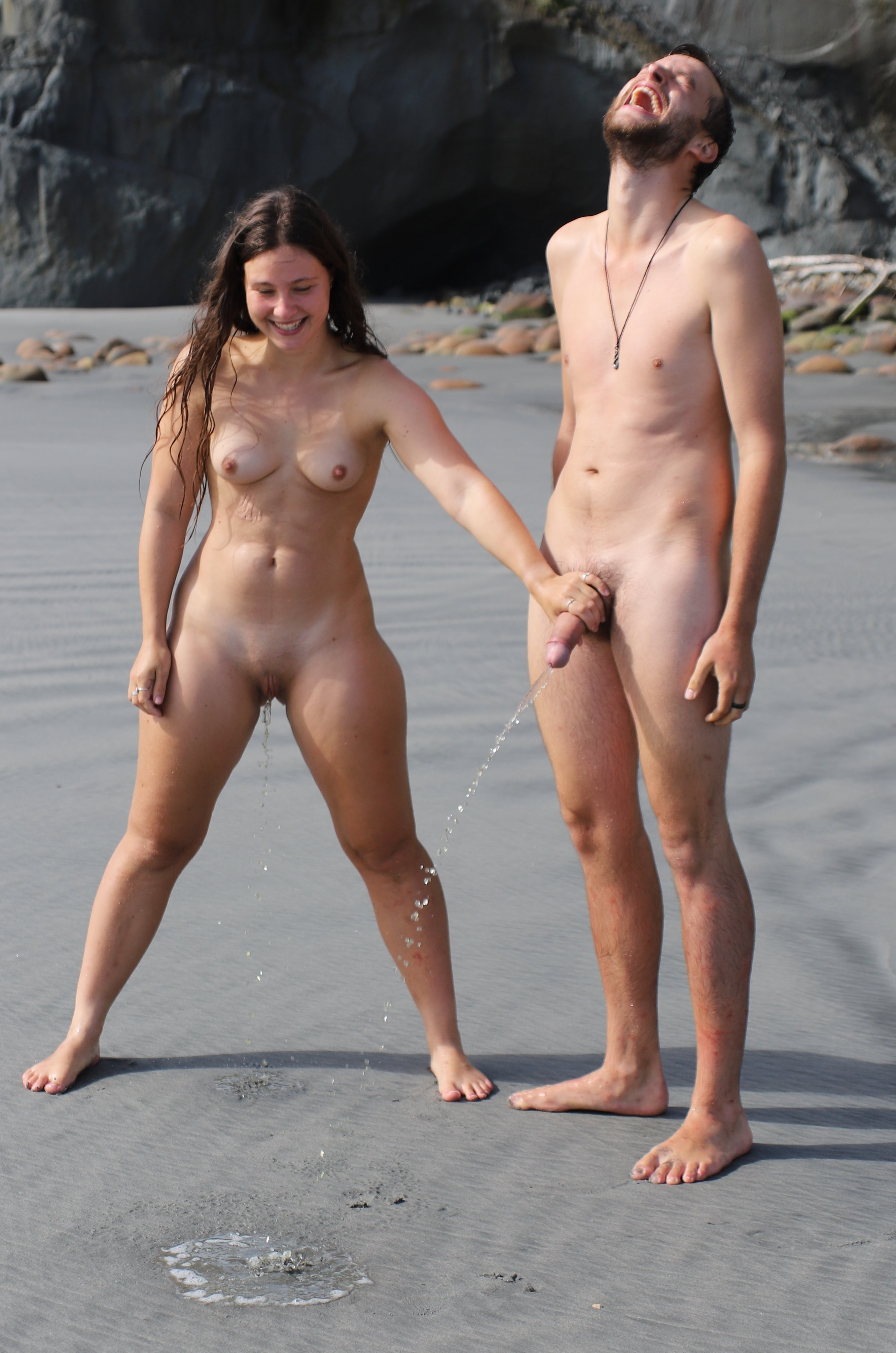
Gemeinsames Urinieren wird als lustbetont erlebt

Urophilie, auch Undinismus genannt, ist eine sexuelle Vorliebe für Urin. Dabei wird der Prozess des Urinierens oder der Urin selbst als erotisch und sexuell stimulierend erlebt. Auch Urophagie, der Lustgewinn durch orale Aufnahme von Urin, kann damit verbunden sein. Eine Variante ist die Abgabe des Urins in die Vagina oder den  Anus der empfangenden Person.
In der Szene sind auch die Bezeichnungen Natursekt (oftmals auch mit „ns“ abgekürzt), Watersports, Pissing, Peeing, Golden Shower, Golden-Waterfalls und Wet-Games verbreitet.

## Bewertung der Urophilie
Nach der medizinisch-psychologischen Definition kann die Urophilie als Störung der Sexualpräferenz (Paraphilie) in der Internationalen statistischen Klassifikation der Krankheiten und verwandter Gesundheitsprobleme (ICD) unter der Schlüsselnummer F65.9, den Nicht näher bezeichneten Störungen der Sexualpräferenz, eingruppiert werden.
Im Rahmen der sexualmedizinischen Diagnostik werden solche Störungen aber erst dann als pathologisch und behandlungsbedürftig verstanden, wenn der Fetisch als vollständiger Ersatz für die partnerschaftliche Sexualität dient, die sexuelle Befriedigung ohne Verwendung des Fetischs erschwert ist oder unmöglich erscheint und bei dem Betroffenen dadurch ein entsprechender Leidensdruck entsteht.
In der Disziplin der Psychoanalyse wurde die Urophilie erstmals Anfang des 20. Jahrhunderts durch Isidor Sadger und Hans Christoffel beschrieben. Es wurde später vorgeschlagen, eine urethrale Phase als normalen Bestandteil der infantilen Sexualität zu definieren.

## Verbreitung
Die Praktiken können von allen Menschen ausgeübt werden. Wenige Menschen outen sich als urophil, verlässliche wissenschaftliche Quellen zur statistischen Verteilung fehlen. Neuere Untersuchungen zur Häufigkeit des Wunsches „unüblicher“ sexueller Spielarten ordnen die Praktik als unüblich (< 15,9 %), aber nicht selten (< 2,3 %) ein.

## Risiken
Aus medizinischer Sicht ist der Umgang mit frischem Urin von gesunden Menschen in der Regel unproblematisch. Die geringe Bakterienkonzentration im Urin rührt von in der Harnröhre lebenden Bakterien her, diese Bakterien sind für gesunde Menschen meist harmlos und nicht pathogen.
Vom Kontakt zu gelagertem Urin wird wegen der rasch einsetzenden Verkeimung der Flüssigkeit dringend abgeraten.
Es ist möglich, sich durch die Aufnahme von Urin eines kranken Menschen mit Krankheiten anzustecken. Ein besonderes Risiko bildet die Infektion mit Hepatitis A; dieses Virus wird bei der Aufnahme fremden Urins in höherer Konzentration übertragen.
Sexuelle Praktiken mit Urin sind laut der Deutschen AIDS-Hilfe „unbedenklich, was HIV angeht (solange kein Blut im Spiel ist)“. Das AIDS-auslösende HI-Virus (HIV) „wurde zwar auch in Urin, Kot, Speichel, Schweiß und Tränenflüssigkeit nachgewiesen, jedoch nur in sehr geringer Menge, die für eine Ansteckung nicht ausreicht“.
Bei einer Blasenentzündung (Zystitis) besteht bei diesen Praktiken akute Infektionsgefahr. Urin von kranken Menschen und solchen, die regelmäßig Medikamente einnehmen, sollte nicht konsumiert werden. Ein Gespräch mit einem Allgemeinarzt oder auch einem spezialisierten Urologen kann abklären, ob der Konsum des Urins eines Menschen, der bestimmte Krankheiten hat oder Medikamente nimmt, unbedenklich ist.

## Kunst

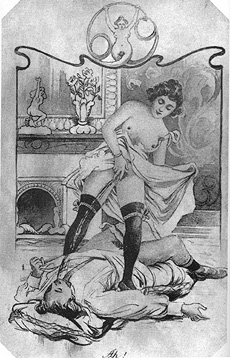
Historische Darstellung von Urophilie

In der Kunst tritt die Beschreibung und Darstellung von urinierenden Personen über die Jahrhunderte und verschiedenen Stile hinweg auf. Rembrandt schuf beispielsweise die Zeichnung einer urinierenden Bauersfrau und auch Picasso verwendet entsprechende Motive in einigen seiner Bilder. In der erotischen Fotografie war dieses Sujet von Anfang an mit vertreten.
In der erotisch-belletristischen und pornographischen Literatur wird der Akt des Urinierens dargestellt, unter anderem beschreibt Marquis de Sade in dem Werk Die 120 Tage von Sodom die Urophilie. Als demütigendes Element für Opfer erscheint das Urinieren auch in anderen Zusammenhängen. Ein Beispiel hierfür ist eine gewalttätige Szene aus dem Buch Die Jury von John Grisham, in der die Täter nach der Tat auf ihr Opfer urinieren. Frank Zappa beschreibt im Lied Bobby Brown (Goes Down), dass der Protagonist Bobby Brown eine Vorliebe für Golden Shower hat. Golden Shower ist auch der Name eines Titels auf dem Album Skills in Pills der Band Lindemann sowie der österreichischen Gruppe Ilsa Gold.

## Urophilie und BDSM
Urophilie und Urophagie per se sind keine BDSM-Praktiken. Urin hat aber im Kontext des BDSM – sofern es als Praktik zum Einsatz kommt – eine mehrschichtige Bedeutung. Der Sexualwissenschaftler Denson unterscheidet beispielsweise als Untergruppen der Urophilie auch den Urosadismus und den Uromasochismus. Allen Bedeutungen ist die Demonstration der Überlegenheit und/oder Kontrolle des dominanten Partners (Top) gegenüber dem kontrollierten Partner (Bottom) gemein. Dies reicht vom gegenseitigen expliziten Einverständnis (consensual) bis hin zum Erzwingen der Umsetzung als Sexualpraktik durch den dominanten Partner.
Darüber hinaus bestehen verschiedene Zielsetzungen der Umsetzung von Sexualpraktiken mittels Urin:
- Demütigung – die offensichtliche Demonstration der Unterlegenheit oder Hilflosigkeit des kontrollierten Partners.
- Bestrafung – im klassischen Sinne einer Strafe.
- Objektifizierung – der kontrollierte Partner wird auf die Funktion eines Gegenstandes (hier: das Urinal) reduziert.
- Belohnung – im Sinne einer klassischen Belohnung, entweder weil der kontrollierte Partner dies als luststeigernde Praktik wahrnimmt oder weil der kontrollierte Partner die Möglichkeit erhält, etwas Persönliches (hier: den Urin) vom kontrollierenden Partner zu erhalten.
- Kontrolle – die beim kontrollierten Partner herbeigeführte Harnverhaltung bzw. Kontrolle der Exkretion durch den kontrollierenden Partner.

## Hanky Code
Im bei manchen Homosexuellen gebräuchlichen „Hanky Code“ steht ein gelbes Taschentuch für Urophilie. Die Hosentasche, in der es getragen wird, gibt Aufschluss über die näheren Vorlieben hinsichtlich dieser Praktik, wobei die linke Gesäßtasche für den aktiven Urophilen steht („Urin spenden“), analog die rechte Gesäßtasche für den passiven Partner („Urin empfangen“).